# Aureiny
Aureiny – peptydy antydrobnoustrojowe wyizolowane z komórek skóry australijskich żaby Litoria aureus i Litoria raniformis. Peptydy o masie cząsteczkowej 1478 g/mol zbudowane są z 13 aminokwasów posiadają strukturę α-helisy. Wyróżniamy dwie aureiny: aureinę 1.2 (GLFDIIKKIAESF-NH2) i aureinę 2.5 (GLFDIVKKVVGAFGSL-NH2).
Aureina 1.2 (GLFDIIKKIAESF-NH2) zawiera na końcu N i C dwie ujemnie naładowane reszty: asparaginylową i glutaminianylową. Posiada zarówno właściwości antydrobnoustrojowe jak i przeciwnowotworowe. Właściwości przeciwnowotworowe aureiny 1.2 wykazano wobec nowotworu nerek, jajników, prostaty, okrężnicy, sutka, płuc, krwi, a także przeciwko czerniakom, białaczkom i nowotworom ośrodkowego układu nerwowego, co jest spowodowane szybkim wnikaniem do komórek nowotworowych. Aureina ta wykazuje również współdziałanie z antybiotykami – minocykliną i klarytromycyną. Wykazano, że największą aktywność antydrobnoustrojową osiąga w synergii z antybiotykami hydrofobowymi.
Aureina 2.5 (GLFDIVKKVVGAFGSL-NH2) jest mało poznana. Wykazuje termodynamiczną destabilizację błony komórkowej. Jej silna toksyczność wynika najprawdopodobniej zarówno z jego amfifilowego charakteru jak i z jego struktury, bowiem jej helisa ma skośną orientację, co umożliwia przekraczanie błony komórkowej pod kątem 30° lub 60°. Peptyd ten wykazuje działanie antybiotyczne także w stosunku do drobnoustrojów, które kolonizują sztuczne serce oraz uczestniczą w zakażeniach odcewnikowych.